# Ada Feinberg-Sireni
Ada Feinberg-Sireni, Ada Feinberg-Sereni (hebr.: עדה פיינברג-סירני; ur. 22 kwietnia 1930 w Rzymie) – izraelska nauczycielka, działaczka społeczna i polityk, w latach 1969–1974 poseł do Knesetu z listy Koalicji Pracy.

## Życiorys
Urodziła się 22 kwietnia 1930 w Rzymie. Do Palestyny, będącej wówczas mandatem Wielkiej Brytanii, wyemigrowała wraz z rodziną w 1934.
W Tel Awiwie uczęszczała do szkoły podstawowej i średniej – do gimnazjum Herzlija. Działała w żydowskim ruchu skautowskim, a następnie w organizacji militarnej Palmach. W 1949 była wśród założycieli kibucu Jiron. Pracowała jako nauczycielka w lokalnej szkole imienia Anne Frank. Działała w Zjednoczonym Ruchu Kibucowym, piastując wiele istotnych stanowisk.
W wyborach parlamentarnych w 1969 po raz pierwszy i jedyny dostała się do izraelskiego parlamentu z listy Koalicji Pracy. W siódmym Knesecie zasiadała w komisji edukacji i kultury oraz służby publicznej. Była także członkiem specjalnej komisji opracowującej prawo spółdzielcze. W wyborach w 1973 utraciła miejsce w Knesecie.
W latach 1983–1986 była koordynatorką Sekcji Młodych Zjednoczonego Ruchu Kibucowego. W latach 90. XX wieku wciąż mieszkała w kibucu Jiron i był orędowniczką życia kibucowego.
Jest jedyną posłanką do Knesetu urodzoną we Włoszech.

## Życie prywatne
Pochodziła z szanowanej rodziny włoskich Żydów, o poglądach syjonistycznych. Jej dziadek był osobistym lekarzem króla Włoch Wiktora Emanuela III. Jej wujem był Enzo Sereni, działacz syjonistyczny, członek Brygady Żydowskiej i uczestnik akcji brytyjskiego Kierownictwa Operacji Specjalnych (Special Operations Executive), zabity w KL Dachau.